# Højspændingsforbindelsen Asnæsværket-Bjæverskov
 Højspændingsforbindelsen Asnæsværket-Bjæverskov er en 400 kV højspændingsforbindelse fra 1979. Den går mellem Asnæsværket ved Kalundborg i Nordvestsjælland via Herslev til Bjæverskov.
Forbindelsen går igennem Kalundborg Kommune, Sorø Kommune, Ringsted Kommune og Køge Kommune og drives af Energinet. Den renoveres i 2025-2026.
Forbindelsen starter i Asnæsværket og føres mod syd, og den ender i Transformerstation Bjæverskov der ligger ved Køge. Undervejs passerer den Omformerstation Herslev hvor der er 600 MW jævnstrømsforbindelse under Storebælt til Omformerstation Fraugde der ligger ved Odense, og således forbindes de ellers adskilte elnet i Øst- og Vest-Danmark.